# Andersensåta
Andersensåta är en kulle i Antarktis. Den ligger i Östantarktis. Norge gör anspråk på området. Toppen på Andersensåta är 1 036 meter över havet, eller 93 meter över den omgivande terrängen. Bredden vid basen är 1,3 km.
Terrängen runt Andersensåta är platt åt sydost, men åt nordväst är den kuperad. Trakten är obefolkad. Det finns inga samhällen i närheten.